# Коркошко Світлана Іванівна
Коркошко Світлана Іванівна (нар. 12 вересня 1943, Нижній Тагіл, Свердловська область Російської Федерації) — актриса, Народна артистка Росії (1988).

## Життєпис
Світлана Коркошко народилася 12 вересня 1943 року в місті Нижньому Тагілі, де її батьки потомствені селяни Іван Софронович і Парасковія Антонівна разом з дочками Катериною, Галиною і Лідою перебували в евакуації. Дитинство Світлани пройшло в селищі Кагановича на околиці Кривого Рогу, куди сім'я переїхала через пів року після її народження. Там же в 1949 році — на рік раніше своїх ровесниць — вона пішла до першого класу школи, де була відмінницею. З чотирьох сестер Коркошко лише наймолодша Світлана вирішила обрати творчу спеціальність.
У 1964 р. закінчила Харківський театральний інститут (курс Л. Сердюка). У дипломному спектаклі зіграла матір Раскольникова в інсценуванні роману Достоєвського «Злочин і покарання».
У 1964—1967 рр. працювала у Київському українському драматичному театрі ім. І. Франка.
Від 1967 р. працювала у Московському художньому академічному театрі, від 2002 р. співпрацює із театром «Современник» (Москва).

## Родина
Першим чоловіком Світлани Коркошко був режисер і актор Юрій Борецький, з яким вона познайомилася на кінопробах до фільму «Загибель ескадри».
Другий чоловік — режисер Володимир Салюк. Син, Федір, закінчив філологічний факультет Московського університету.

## Ролі

###### У театрі
- Антігона (однойменна трагедія Софокла);
- Марина («Патетична соната» М. Куліша);
- Ніна Зарєчна, Ірина та Ольга Прозорови («Чайка», «Три сестри» А. Чехова);
- Маша («Кремлівські куранти» М. Погодіна);
- Варвара Михайлівна, Надія («Дачники», «Останні» М. Горького),
- Валентина Василівна («Її друзі» В. Розова),
- Тьотя Тася («Роки мандрувань» О. Арбузова),
- Марія («Свята святих» Й. Друце),
- Марія Стюарт (однойменна трагедія Ф. Шіллера),
- Пані Мюллер («Три товариші» Е.-М. Ремарка) та інші.

###### У кіно
- Оксана Матюшенко («Загибель ескадри», 1966, реж. В. Довгань)
- княжна Катерина Долгорукова («Софія Перовська», 1967, реж. Л. Арнштам)
- Еліс («Мертвий сезон», 1968, реж. С. Куліш);
- Катерина Іванівна («Брати Карамазови», 1968, реж. І. Пир'єв);
- Катя («На порозі», 1969, реж. М. Хробко);
- Шура Назарова («Руїни стріляють…», 1970, реж. В. Четвериков);
- Зінаїда Різберґ («Поштовий роман», 1970, реж. Є. Матвєєв);
- Маріка («Офіцер запасу», 1971, реж. Ю. Борецький);.
- Ольга («Коло», 1972, реж. Г. Раппапорт)
- Зоя Сергіївна Констянтинова («Приборкання вогню», 1972, реж. Д. Храбровицький).
- Доктор Едіт Марлок («Остання справа комісара Берлаха», 1972, реж. В. Левін, 2 серії, т/ф);
- Вікторія Анатоліївна («Дивна жінка», 1978, реж. Ю. Райзман);
- актриса МХАТу («Атланти і каріатиди», 1980, реж. О. Гуткович);
- Майя Барановська ("Пароль — «Готель Регіна», 1983, реж. Ю. Агзамов, З. Ройзман);
- Новикова («Незручна людина», 1985, реж. А. Ібрагімов);
- Ганна Галкіна («Оголошенню не підлягає», 1987, реж. Х. Бакаєв);
- мати Ігоря («Дорога до раю», 1993, В. Москаленко)
- Марія Федорівна Андрєєва («Під знаком Скорпіона», 1995, реж. Ю. Сорокін);
- Моллі («Вільна жінка-2», 2003, реж. В. Ахадов);
- Зінаїда Арістарховна Свєшнікова («Хіромант-2. Лінії долі», 2008, реж. Я. Мочалов).